# Idzingaburg
Die Idzingaburg ist eine abgegangene ostfriesische Häuptlingsburg  der Familie Idzinga im Stadtteil Lintel der Stadt Norden im niedersächsischen Landkreis Aurich.

## Geschichte
Die Idzinga hatten ihren 1342 ausdrücklich erwähnten Sitz ursprünglich in Itzendorf, das im Bereich des heutigen Norddeich lag. Aufgrund der Sturmfluten wurde die Burg aufgegeben und das dazugehörige Land im 16. Jahrhundert ausgedeicht. Bei der Weihnachtsflut von 1717 wurden das restliche Land und die Höfe vom Meer weggerissen.
Die Idzingaburg in Norden war seit 1422 Sitz des mit Hima Idzinga verheirateten Udo Fockena von Dornum. 1434 wurde in einem Vertrag zwischen dem Bund der Freiheit unter Führung der Cirksena und Hima festgelegt, dass das Steinhaus bzw. Bollwerk der Vorburg abgerissen werden soll. Hima wohnte danach in einem Krüsselwarck außerhalb des Burgareals.

## Beschreibung
Von der Burg sind nur die Lage und die Position des Umfassungsgrabens auf zwei Seiten bekannt. Das Nordende des Burgareals wird ungefähr durch den Barenbuscher Weg gekennzeichnet, beim Bau des Hauses Parkstraße 49 kam der mit Steinschutt verfüllte Graben zutage. Das östliche Ende ist anhand einer Grabenmulde östlich des Hauses Ulmenweg 3 erkennbar. Das Gebäude liegt auch leicht erhöht gegenüber der Umgebung. Aus diesen Hinweisen ergäbe sich eine nördliche Seitenlänge der Burg von 120 Metern. Weiteres kann zur Gestalt der Burg nicht ausgesagt werden.